# Wielowieś Legnicka
Wielowieś Legnicka − nieczynny kolejowy przystanek osobowy w Wielowsi, w Polsce, w województwie dolnośląskim, w powiecie lubińskim.